# Isolierter Carboxylase-Mangel
Ein Isolierter Carboxylase-Mangel ist eine sehr seltene angeborene, autosomal rezessiv vererbte Stoffwechselstörung des Leucin-Stoffwechsels mit Muskelhypotonie und Muskelatrophie.
Die Erkrankung gehört zum Formenkreis des Multiplen Carboxylase-Mangels.
Synonyme sind: 3-Methylcrotonylglycinurie; MCC-Mangel; MCCD; 3-Methylcrotonyl-CoA-Carboxylase-Mangel, isolierter; 3-MCC; 3MCC; BMCC deficiency
Die Erstbeschreibung stammt aus dem Jahre 1970 durch die norwegischen Ärzte Lorentz Eldjarn, Egil Jellum, O. Stokke und Mitarbeiter.

## Verbreitung
Die Häufigkeit wird mit 1 – 9 zu 100.000 angegeben, die Vererbung erfolgt autosomal-rezessiv. Es handelt sich um eine der häufigsten Organoazidopathien.

## Ursache
Je nach zugrunde liegender Mutation können folgende Typen unterschieden werden:
- Typ 1 mit Mutationen im MCCC1-Gen auf Chromosom 3 Genort q27.1 zugrunde.[4]
- Typ 2 mit Mutationen im MCCC-Gen auf Chromosom 5 Genort q13.2.[5]

## Klinische Erscheinungen
Klinische Kriterien sind:
- variables Krankheitsbild
- Manifestation beim Neugeborenen mit ausgeprägten neurologischen Veränderungen bis Erstmanifestation beim Erwachsenen ohne neurologische Auffälligkeiten
- anfänglich normale Entwicklung, dann Episoden der Stoffwechselentgleisung mit Erbrechen, Opisthotonus, Myoklonie, Krampfanfälle bis Koma und Apnoe
- symptomfreie Intervalle
- fortschreitende Muskelatrophie und Muskelhypotonie im Kleinkindesalter

## Diagnose
Die Diagnose wird in der Regel während des Neugeborenenscreening mittels Tandem-Massenspektrometrie durch Nachweis von 3-Methylcrotonylglycin und Isovaleriansäure im Urin und von 3-Hydroxyisovaleryl-Carnitin im Blutserum findet sich mitunter eine Ketoazidose und/oder Hypoglykämie.

## Differentialdiagnose
Abzugrenzen sind:
- Ahornsirupkrankheit
- Isovalerianazidämie
- 3-Methylglutaconazidurie
- 3-Hydroxy-3-Methylglutarazidurie
- Spinale Muskelatrophie

## Therapie
Die Behandlung besteht in Verminderung von Leucin in der Ernährung sowie Gabe von Carnitin.